# Príncipe da Paz (álbum)
Príncipe da Paz é o décimo álbum ao vivo da banda brasileira Diante do Trono, gravado e lançado em 2007.
Musicalmente considerado como um retorno às origens, a obra apresenta um repertório mais simples e sem os excessos dos discos anteriores, retomando elementos dos álbuns mais antigos. Recebeu avaliações positivas da mídia especializada.
Vendas
O CD vendeu mais de 370.000 cópias, recebendo a certificação de Disco de Platina Triplo. O DVD vendeu mais de 75.000 cópias, sendo certificado como Disco de Platina. 

## História
| Críticas profissionais | Críticas profissionais |
| Avaliações da crítica  | Avaliações da crítica  |
| Fonte                  | Avaliação              |
| ---------------------- | ---------------------- |
| Super Gospel           | (favorável)            |
| O Propagador           | [ 3 ]                  |
| Casa Gospel            | (favorável)            |

No anterior à gravação do Príncipe da Paz, o grupo mineiro lançou o álbum Por Amor de Ti, Oh Brasil, gravado na Arena Yamada, em Belém.
Gravado em uma data simbólica, dia 7/7/7 (O número 7 na Bíblia é o número de Deus, o número da perfeição), o álbum foi gravado no Sambódromo do Rio de Janeiro, onde acontece o carnaval, com mais de 100 mil pessoas presentes no Sambódromo.
A faixa "Mais que Vencedor" foi regravada posteriormente no álbum comemorativo Renovo, como parte de um pot-pourri com a canção "A Vitória da Cruz", do 3º álbum do ministério, e posteriormente foi regravada em alemão e também está presente no registro audiovisual de Tetelestai. O refrão da canção foi citado na canção "Sim e Amém", música tema do 21º álbum da banda, gravado em 2022.
Já a faixa "Cordeiro e Leão" foi regravada no álbum Tu Reinas, como parte de um pot-pourri com a canção "Rei dos reis", do álbum antecessor á esse. A faixa "Corpo de Cristo" possui um video-clipe para auxiliar o projeto Children Asking, disponível no Youtube.
A faixa "Rio de Janeiro (Especial para o Rio)" foi disponibilizada nas plataformas digitais em 2021, no álbum Extras Diante do Trono, já que foi uma faixa lançada exclusivamente nos extras do DVD Príncipe da Paz. 

## Faixas
Todas as faixas escritas e compostas por Ana Paula Valadão. 
| CD  |                               |         |  |
| N.º | Título                        | Duração |  |
| 1.  | "Música do Céu"               | 5:34    |  |
| 2.  | "Mais que Vencedor"           | 4:40    |  |
| 3.  | "Mais que Vencedor" (reprise) | 2:44    |  |
| 4.  | "Debaixo dos Nossos Pés"      | 4:23    |  |
| 5.  | "Cordeiro e Leão"             | 6:44    |  |
| 6.  | "Príncipe da Paz"             | 6:18    |  |
| 7.  | "Corpo de Cristo"             | 6:52    |  |
| 8.  | "Espírito de Vida"            | 7:30    |  |
| 9.  | "Autor da Vida"               | 5:52    |  |
| 10. | "Tudo Vem de Ti"              | 7:32    |  |
| 11. | "Tua Glória"                  | 6:14    |  |
| 12. | "Salmo 90"                    | 6:16    |  |
| 13. | "Aleluia de Handel"           | 2:23    |  |

### DVD
| Faixa                       | Solista                                        |
| --------------------------- | ---------------------------------------------- |
| Abertura                    | Ana Paula Valadão                              |
| Música do Céu               | Ana Paula Valadão                              |
| Espontâneo 1                | Ana Paula Valadão                              |
| Mais que Vencedor           | Ana Paula Valadão                              |
| Mais que Vencedor (Reprise) | Ana Paula Valadão                              |
| Espontâneo 2                | Ana Paula Valadão                              |
| Debaixo dos Nossos Pés      | André Valadão                                  |
| Espontâneo 3                | André Valadão                                  |
| Cordeiro e Leão             | Ana Paula Valadão                              |
| Espontâneo Intercessão      | Ana Paula Valadão                              |
| Principe da Paz             | Ana Paula Valadão                              |
| Espontâneo 4                | Ana Paula Valadão                              |
| Corpo de Cristo             | Ana Paula Valadão                              |
| Espírito de Vida            | Ana Paula Valadão                              |
| Autor da Vida               | Ana Paula Valadão                              |
| Tudo Vem de TI              | Ana Paula Valadão                              |
| Tua Glória                  | Soraya Gomes, Ana Paula Valadão                |
| Salmo 90                    | Ana Paula Valadão                              |
| Aleluia de Handel           | Ana Paula Valadão                              |
| Espontâneo 5                | Ana Paula Valadão, Nívea Soares, André Valadão |

Extras
- Palavra Ana
- Especial para o Rio
- Espontâneo (Tua Glória)
- Momento de Intercessão
- Making Of

## Ficha Técnica
- Gravação ao vivo na Praça da Apoteose, no Rio de Janeiro, no dia 7/7/7, na unidade móvel do Estúdio Diante do Trono
- Produção executiva: Sérgio Gomes
- Produção e direção: Ministério de Louvor Diante do Trono
- Arranjos: Elias Fernandes, Enéas Xavier, Gustavo Soares e Wandinho Nonato
- Arranjos vocais e orquestração: Sérgio Gomes
- Líder de louvor: Ana Paula Valadão
- Vocalistas: André Valadão, Clay Peterson, Eduardo Leite, Graziela Santos, Helena Tannure, João Lúcio Tannure, Mariana Valadão, Marine Friesen, Nívea Soares e Soraya F. Gomes
- Teclados: Vinícius Bruno, Enéas Xavier, Wandinho Nonato e Gustavo Soares
- Guitarra: Elias Fernandes
- Violões de 6 e 12 cordas: Sérgio Gomes e Enéas Xavier
- Contrabaixo: Roney Fares
- Bateria: Bruno Gomes
- Sax alto: Helienai Silva e Marcilene Renata Leal
- Sax tenor e barítono: Éder Marinho
- Trompetes: Johny Lacerda, Sérgio Almeida, Adriano Lopes e Geraldo Assunção
- Trompas: Ailton R. Ferreira, Sarah R. Ferreira, Rita de Cássia Oliveira e Vanderlei Miranda
- Trombones: Ednilson Santos, Salim Hanzem e Hugo Ksenhuk
- Violinos: William Barros, Gláucia Borges de Andrade, Vítor Dutra Oliveira, Yllen de Almeida, Olga Buzza e Sérgio Santos Alencar
- Violas: Marcelo Nébias e Cleusa Nébias
- Violoncelos: João Cândido dos Santos e Firmino Cavazza
- Contrabaixo acústico: Valdir Claudinho
- Coral: 4500 vozes de igrejas do Rio de Janeiro e de outros estados do país
- Regente do coral: Robson de Oliveira
- P.A.: André Espíndola
- Assistente de áudio: Marcelo Bacelar
- Gravado e mixado por Randy Adams
- Masterização: Ken Love Mastermix, Nashville - TN
- Overdubs: Studio 108
- Fotos: Marcus Mota e Rafael Duarte (Agência Nitro)
- Arte: Rafael Duarte